# سیترونل (آلاباما)
سیترونل (به انگلیسی: Citronelle) شهری در شهرستان موبایل ایالت آلاباما است که مساحت آن ۶۷٫۳۹ کیلومتر مربع است و در سرشماری سال ۲۰۱۰ میلادی، ۳٬۹۰۵ نفر جمعیت داشته و تراکم جمعیتی آن، ۵۷٫۹۵ نفر در هر کیلومتر مربع بوده است.